# Pétros Tsitsipás
Pétros Tsitsipás, né le 27 juillet 2000 à Athènes, est un joueur de tennis grec, professionnel depuis 2019.
Il est le frère cadet du joueur de tennis Stéfanos Tsitsipás, avec lequel il a gagné un titre ATP en double.

## Carrière
Pétros Tsitsipás obtient pour seul résultat significatif en simple une finale au tournoi Futures d'Ajaccio en 2021. Il se spécialise par la suite dans les tournois de double, décrochant un titre en Challenger à Prague le mois suivant puis un second en 2023 à Antalya.
Sa carrière reste toutefois étroitement liée à celle de son frère. C'est en effet avec ce dernier qu'il fait sa première apparition au niveau ATP à Marseille en 2019 avant d'y revenir l'année suivante, toujours sur invitation. En 2021, il fait des apparitions en Grand Chelem à l'Open d'Australie ainsi qu'à Wimbledon, mais aussi en Masters 1000 comme à Monte-Carlo où il passe un tour. Les nombreuses invitations qu'il a reçues au cours de sa carrière ont parfois suscité la polémique, notamment celle reçue à Marseille en 2021 alors qu'il n'est classé que 970e. Il atteint la barre des 100 invitations en avril 2023.
En 2023, toujours avec son frère Stéfanos, il atteint le deuxième tour de l'Open d'Australie et de l'US Open, puis s'impose en ATP 250 à Anvers.
Membre de l'équipe de Grèce de Coupe Davis, il a aussi disputé l'ATP Cup en 2020 et 2022, ainsi que les Jeux olympique de 2024.
2025: Titre en double messieurs au challenger d’Hersonissos 2

## Palmarès

### Titre en double messieurs
| No | Date       | Nom et lieu du tournoi | Catégorie | Dotation  | Surface    | Partenaire         | Finalistes                | Score             |          |
| -- | ---------- | ---------------------- | --------- | --------- | ---------- | ------------------ | ------------------------- | ----------------- | -------- |
| 1  | 15-10-2023 | European Open Anvers   | ATP 250   | 673 630 € | Dur (int.) | Stéfanos Tsitsipás | Ariel Behar Adam Pavlásek | 65-7, 6-4, [10-8] | Parcours |

## Parcours dans les tournois duGrand Chelem

### En double messieurs
| Année | Open d'Australie                                                                             | Open d'Australie                                                                     | Internationaux de France                                                                | Internationaux de France                                                            | Wimbledon                                                                            | Wimbledon | US Open | US Open |
| ----- | -------------------------------------------------------------------------------------------- | ------------------------------------------------------------------------------------ | --------------------------------------------------------------------------------------- | ----------------------------------------------------------------------------------- | ------------------------------------------------------------------------------------ | --------- | ------- | ------- |
| 2021  | 1er tour (1/32) S. Tsitsipás \|\| style="text-align:left;" \| M. McDonald Tommy Paul         | —                                                                                    | —                                                                                       | 1er tour (1/32) S. Tsitsipás \|\| style="text-align:left;" \| Jaume Munar C. Norrie | —                                                                                    | —         |         |         |
| 2022  | —                                                                                            | —                                                                                    | —                                                                                       | —                                                                                   | 1er tour (1/32) S. Tsitsipás \|\| style="text-align:left;" \| C. Eubanks Ben Shelton | —         | —       |         |
| 2023  | 2e tour (1/16) S. Tsitsipás \|\| style="text-align:left;" \| W. Koolhof N. Skupski           | 1er tour (1/32) S. Tsitsipás \|\| style="text-align:left;" \| M. Arévalo J.-J. Rojer | 1er tour (1/32) S. Tsitsipás \|\| style="text-align:left;" \| Arthur Fils L. Van Assche | 2e tour (1/16) S. Tsitsipás \|\| style="text-align:left;" \| Ivan Dodig A. Krajicek |                                                                                      |           |         |         |
| 2024  | 1er tour (1/32) S. Tsitsipás \|\| style="text-align:left;" \| D. Altmaier M. Á. Reyes-Varela | 1/4 de finale S. Tsitsipás \|\| style="text-align:left;" \| M. Arévalo M. Pavić      | 1er tour (1/32) S. Tsitsipás \|\| style="text-align:left;" \| M. González A. Molteni    |                                                                                     |                                                                                      |           |         |         |

N.B. : le nom du partenaire se trouve sous le résultat ; le nom des ultimes adversaires se trouve à droite.

## Classements ATP en fin de saison
| Année          | 2017 | 2018 | 2019 | 2020 | 2021 | 2022 | 2023 |
| Rang en simple | 1793 | 2021 | 1572 | 996  | 756  | 1249 | –    |
| Rang en double | –    | 1096 | 1068 | 852  | 215  | 148  | 97   |

Source : (en) Classements de Pétros Tsitsipás sur le site officiel de la Fédération internationale de tennis